# Bousignies-sur-Roc
Bousignies-sur-Roc là một xã ở tỉnh Nord trong vùng Hauts-de-France, Pháp.